# Sprockhövel
Sprockhövel ['ʃpʁɔkˌhøːfəl] – miasto w Niemczech, w kraju związkowym Nadrenia Północna-Westfalia, w rejencji Arnsberg, w powiecie Ennepe-Ruhr. W 2010 roku liczyło 25 408 mieszkańców.

## Współpraca
Miejscowości partnerskie:
- Ciudad Darío, Nikaragua
- Lutterbach, Francja
- Oelsnitz/Erzgeb., Saksonia
- South Kirkby and Moorthorpe, Anglia
- Zaozhuang, Chiny